# Rick Plum
Rick Plum (Kerkrade, 12 juni 1973) is een Nederlands voormalig voetballer en huidig voetbaltrainer.
Na het ontslag van Ruud Brood in december 2013, werd hij ad-interim hoofdtrainer van Roda JC Kerkrade samen met Regilio Vrede. De eerste de beste wedstrijd is een gewonnen bekerduel tegen koploper Vitesse. Echter werd er een paar dagen na de nederlaag tegen Ajax bekend dat Jon Dahl Tomasson de nieuwe hoofdtrainer zou worden en hij terugkeert in zijn rol van assistent. In april 2015 nam Plum het takenpakket van René Trost over, na de 6-0 nederlaag tegen Sparta Rotterdam besloot hij op te stappen. De eerste overwinning volgde direct voor Plum, met 7-0 tegen Helmond Sport.
Aan het begin van seizoen 2017/2018 is hij assistent-coach van Robert Molenaar, maar hij meldt zich ziek. Bij de 45-jarige is de Ziekte van Parkinson geconstateerd.
Plum woont in Heerlen.

## Statistieken
| Seizoen | Club         | Land      | Competitie     | Wed. | Goals |
| ------- | ------------ | --------- | -------------- | ---- | ----- |
| 1993/94 | Roda JC      | Nederland | Eredivisie     | 0    | 0     |
| 1994/95 | Roda JC      | Nederland | Eredivisie     | 8    | 0     |
| 1995/96 | Roda JC      | Nederland | Eredivisie     | 3    | 0     |
| 1995/96 | MVV          | Nederland | Eerste divisie | 12   | 0     |
| 1996/97 | MVV          | Nederland | Eerste divisie | 26   | 0     |
| 1997/98 | MVV          | Nederland | Eredivisie     | 22   | 0     |
| 1998/99 | MVV          | Nederland | Eredivisie     | 29   | 0     |
| 1999/00 | MVV          | Nederland | Eredivisie     | 14   | 0     |
| 2000/01 | MVV          | Nederland | Eerste divisie | 16   | 0     |
| 2001/02 | FC Den Bosch | Nederland | Eredivisie     | 17   | 0     |
| 2002/03 | FC Den Bosch | Nederland | Eerste divisie | 25   | 0     |
| Totaal  | Totaal       | Totaal    | Totaal         | 172  | 0     |